# Konstantin III (bysantinsk kejsare)
Herakleios Konstantin, Konstantin III, född 3 maj 612, död 641, var bysantinsk kejsare. Son till Herakleios och dennes första maka Fabia Eudokia. Bror till Heraklonas.
Konstantin III var Heraklonas, son till Herakleios och dennes första maka Martina, äldre halvbror. Av politiska skäl betraktade Herakleios de båda som söner till Martina. Konstantin III blev kejsare sedan Herakleios avlidit 641 och det var under hans korta regeringstid som araberna erövrade Egypten. Han dog i tuberkulos efter bara några månader vid tronen vilket gjorde Heraklonas till ensam kejsare. Ett rykte som hävdade att Martina hade låtit förgifta honom gjorde Heraklonas tid vid makten till en politiskt instabil period.